# Hidrazini
Hidrazini su skupina spojeva u koje spadaju hidrazin i njegovi hidrokarbilni derivati.
Po redoslijedu opadajućeg prioriteta pri odabiru i imenovanju glavne karakteristične skupine, fosfani i hidrazini su devetnaesti po redu razredni spojevi.